# Phantom Raiders
Pour plus de détails, voir Fiche technique et Distribution.
Phantom Raiders est un film américain de Jacques Tourneur, sorti en 1940.

## Synopsis
Nick Carter, aidé de Bartholomew, enquête sur des disparitions de cargos lors de leur passage du Canal de Panama.

## Fiche technique
- Titre original : Phantom Raiders
- Réalisation : Jacques Tourneur
- Scénario : William R. Lipman
- Direction artistique : Cedric Gibbons
- Décors : Edwin B. Willis
- Photographie : Clyde De Vinna
- Son : Douglas Shearer
- Montage : Conrad A. Nervig
- Musique : David Snell
- Production : Frederick Stephani
- Société de production : Metro-Goldwyn-Mayer
- Société de distribution : Loew's
- Pays de production :  États-Unis
- Langue originale : anglais
- Format : noir et blanc — 35 mm — 1,37:1 — son Mono (Western Electric Sound System)
- Genre : Film policier
- Durée : 70 minutes
- Date de sortie : 
  - États-Unis : 7 juin 1940

## Distribution
- Walter Pidgeon : Nick Carter
- Donald Meek : Bartholomew
- Joseph Schildkraut : Al Taurez
- Florence Rice : Cora Barnes
- Nat Pendleton : "Gunboat" Jacklin
- John Carroll : John Ramsell Jr
- Steffi Duna : Dolores
- Cecil Kellaway : Franklin Morris
- Matthew Boulton : John Ramsell Sr
- Alec Craig : Andy MacMillan
- Thomas W. Ross : Dr Grisson
- Dwight Frye : Eddie Anders

## Autour du film
MGM a acheté les droits des 1 100 histoires de Nick Carter parues dans les années 1930, dans le but d'en faire une série de films. Cette série, basée en fait sur des scénarios originaux, ne commença qu'en 1939 avec Nick Carter, Master Detective. Les autres films sont "Sky Murder" (1940) de George B. Seitz et celui-ci, toujours avec Walter Pidgeon et Donald Meek
The Cinema of Nightfall, Jacques Tourneur, (en) Chris Fujiwara, The Johns Hopkins University press, 2000, P. 64 - 69